# Givry (Yonne)
Givry – miejscowość i gmina we Francji, w regionie Burgundia-Franche-Comté, w departamencie Yonne. W 2013 roku jej populacja wynosiła 186 mieszkańców. Przez gminę przepływa rzeka Cure. 